# Моше Ацмон
Моше Ацмон (івр. משה עצמון, справжнє прізвище Гросбергер, угор. Grószberger; нар. 30 червня 1931, Будапешт) — ізраїльський диригент угорського походження.
Народився в Будапешті, а у віці 13 років разом із родиною емігрував до Ізраїлю. Навчався в консерваторіях Тель-Авіву та Єрусалиму як віолончеліст і трубач. В 1960 році, відмовившись від кар'єри виконавця, поїхав до Лондона, де вивчав диригування в Гілдхолській школі музики у Антала Дораті. В 1963 році отримав другу премію на конкурсі диригентів Димитріса Мітропулоса, також був відзначений в Тенглвуді.
Впродовж кар'єри обіймав посаду головного диригента в:
- Сіднейському симфонічному оркестрі (1967—1971),
- Симфонічному оркестрі Північнонімецького радіо (1971—1976),
- Симфонічному оркестрі Базеля (1972—1986),
- Токійському столичному симфонічному оркестрі (1978—1983).

Basel Symphony Orchestra from 1972 to 1986
В 1991—1994 роках працював музичним керівником Дортмунда.